# Sonila Malaj
Sonila Malaj (Künstlername: Soni, * 9. November 1981 in Tropoja) ist eine albanische Pop-Sängerin aus Tirana. Ihre Musikstilrichtung geht von Pop über RNB zu Ethno. Sie hat Ballett gelernt. Sie gelangte in die internationale Boulevardpresse durch das Gerücht, dass der Gewinnertitel des Eurovision Song Contest 2007 ein Plagiat eines ihrer Songs wäre.

## Privates
Soni verbrachte die ersten neun Jahre ihres Lebens in ihrer Heimatstadt Tropoje, doch nachdem das politische System in Albanien vom Kommunistischen zur Demokratie wechselte, zog Malaj mit ihrer Familie in die Hauptstadt, Tirana. Dort beendete sie die 8-jährige Grundschule, die Weiterführende mit dem Schwerpunkt Fremdsprachen, sie lernte dort Französisch.
Ihr Talent erkannte sie schon in ihrer Kindheit, dadurch war sie ein Teil verschiedener Kinder Festivals in Tropoje, bei welchen sie
unter den Top 3 landete. Im Alter von 14 Jahren, sang Sonila bei einer albanischen Plattenfirma vor. Ihre soulige Stimme, die zwar zu dieser Zeit noch jung war, fiel sofort auf, die Produzenten der Plattenfirma wollten Malajs Talent fördern.

## Spirit Voice
Später nahm sie an einem weiteren vorsingen bei derselben Plattenfirma teil, um Teil einer Band zu werden, Teil der Band „Spirit Voice“ waren: Brikel Guga, Angjelina Gilardi, Larisa Vrana, Dorina Nizami und Sonja Malaj. Sie war die Jüngste der Band. Aufgefallen ist Soni nicht nur durch ihre außergewöhnliche Stimme, sondern auch durch ihr tänzerisches Talent und ihr Auftreten. 1997 trat die Band bei einem Festival zum ersten Mal auf. 1998 verließ. Im Jahr 2000 löste sich die Band auf.

## Musikkarriere
Ihre wohl größten Erfolge waren Do Të Vij (2007) und Të Dua Ty (2006). 2010 erschien ihr drittes Album Unik.

## Diskografie

### Alben
- 2005: E Vogëla („Die Kleine“)
  - Një Me Dy („Eins zu Zwei“)
  - Eja Eja („Komm komm“)
  - Eja Në Ballkan („Komm auf dem Balkan“)
  - E Vogëla
  - Lujma Belin („Beweg die Hüfte“)
  - Unë Për Ty Nuk Qava („Ich habe für dich nicht geweint“)
  - Larg Natës („Weit weg von der Nacht“)
  - Shko („Geh“)
  - Lag E Terr („Nässe und Finsternis“)

- 2006: Mesdhe („Mediterran“)
  - Bluxhins („Blaue Jeans“)
  - Djalë I Ri („Ein junger Mann“)
  - Djallë E Dreq („Junge und Teufel“)
  - Edhe Pak („Noch ein bisschen“)
  - Energji („Die Energie“)
  - Pa Lot („Ohne Tränen“)
  - Se Kupton Sa Mua („Du verstehst es nicht wie ich“)
  - Si Zjarrë („Wie Feuer“)
  - Të Dua Ty („Ich liebe dich“)

- 2010: Unik
  - Kalle Mos Ta Nin

### Singles
- 2008: Shpirti Im Binjak
- 2008: I Feel Crazy feat. Flori & Andy DJ
- 2008: Pres Më Shum Nga Ti
- 2008: Me Faj Pa Faj
- 2008: Kënaqësi Që U Pam
- 2007: Zig Zag
- 2007: Shukarije (feat. Sinan Hoxha)
- 2007: Do Të Vij
- 2007: Ndarja
- 2011: Nën Lëkurën Tënde
- 2012: Te dua ty
- 2014: Me te jeton
- 2014: Tulipan i bardhe
- 2015: Me rrena
- 2016: Me mua